# 18 Wheels of Steel: Extreme Trucker
18 Wheels of Steel: Extreme Trucker est un jeu de simulation de conduite développé par la société tchèque SCS Software. Il est édité par ValuSoft sur Windows en 2009. Une seconde version est développée par SCS Software et éditée par ValuSoft sur Windows en 2011. 
Il a pour suite 18 Wheels of Steel: Extreme Trucker 2.

## Monde
Le jeu comprend trois mondes : Tuktoyaktuk (Canada), le Yungas (Bolivie) et l'Australie.
Chaque monde a sa difficulté : Tuktoyaktuk a des plaques de glace qui, lorsque l'on roule dessus, disparaissent ; le Yungas a des routes sinueuses ; enfin, l'Australie a de longs trajets.
Pour la seconde version, il y a cinq mondes : trois anciens, Tuktoyaktuk, Yungas, l'Australie et deux nouveaux, Montana (États-Unis) et Bangladesh.
Montana a comme difficulté de longs trajets, Bangladesh a également de longs trajets. 
Les cartes sont fictives, seuls les noms représentent une vraie région dans le monde.

## Histoire
Vous êtes un chauffeur de camion qui doit accomplir des missions pour monter en rang. Le premier rang vous oblige à prendre une cargaison commune (neige, carburant, vélo), plus vous progressez dans le jeu, plus vous montez en grade et vous pouvez accéder à des marchandises rares et exceptionnelles (tour de Derrick, camion de pompier, cinq remorques de carburant).  